# 하나코와 앤
《하나코와 앤》(일본어: 花子とアン)은 2014년 3월 31일부터 9월 27일까지 방송된 NHK 연속 TV 소설의 제90시리즈 작품이다.

## 기획·제작
《빨간 머리 앤》 등으로 대표되는 몽고메리의 일본어 번역판을 번역하고, 메이지부터 쇼와의 혼란기에 번역가로서 활동했던 무라오카 하나코의 생애를 그린 전기 작품이다. 원안은, 무라오카 에리(하나코의 손자)의 《앤의 요람 무라오카 하나코의 생애》. 2013년 11월부터 야마나시현 등에서 로케이션을 실시한다.
주역을 연기하는 요시타카 유리코는, 오디션을 통하지 않고 직접 오퍼에 의해 정해졌다. 인선에 대해, 당 작품을 제작 통괄하는 카가타 토오루는 〈오디션을 할지, 캐스팅(직접 오퍼)을 할지 망설이고 있던 3월쯤에, 영화 《요코미치 요노스케》를 보고, 호강하고 자란 아가씨인 헤로인을 연기한 요시타카 상이 괜찮지 않은가 하고 생각했다. 스태프도 나카조노 미호(각본가) 상도 만장일치로 지지해주었다〉라고 경위를 설명했다.
또, 쿠보타 마사타카가 연기하는 키바 아사이치를 주역으로 한 스핀오프 드라마 《아사이치의 신부》가 방송 종료 후 10월 18일 19:30 ~ 20：59에, NHK BS 프리미엄에서 방송될 예정이다. 이 작품은, 오로지 하나코를 계속 좋아했던 아사이치에게 〈아사이치에게도 행복해졌으면 좋겠다〉라는 목소리가 시청자로부터 많이 들려와 기획되었다.

### 로케이션 장소
2013년 11월부터 야마나시현 등에서 로케이션이 실시되었다. 로케이션 장소로 야마나시 현 코후 시에 오픈 세트를 설치해 실시한 외, 여학교 촬영에 박물관 메이지무라(아이치현 이누야마시), 군마 대학 공학부(군마현 키류 시), 도쿄의 거리에 워프 스테이션 에도(이바라키현 쓰쿠바미라이시) 등이 기용되었다.

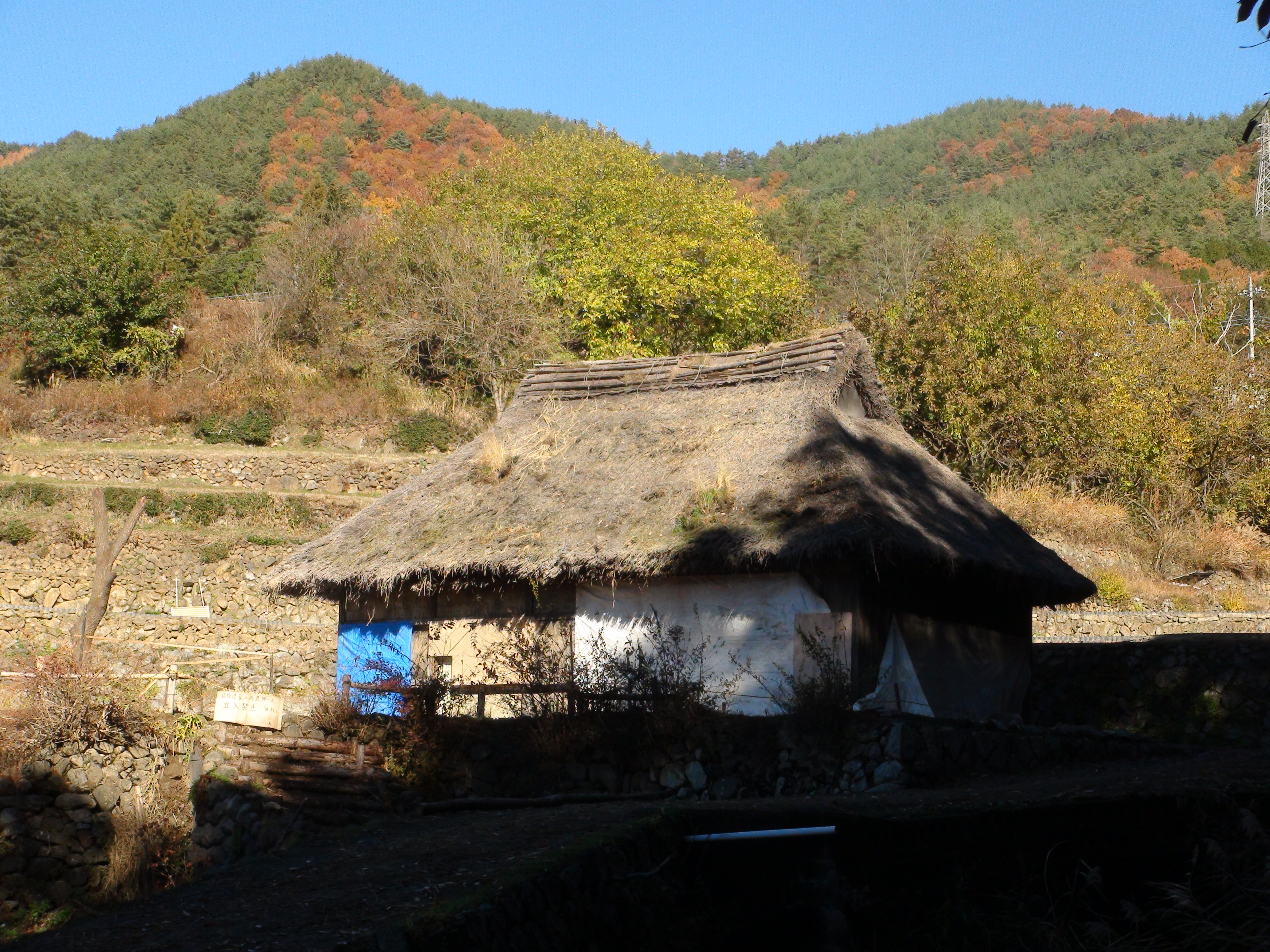
하나코의 생가 로케이션 촬영이 실시된 야마나시 현 코후 시에 만들어진 오픈 세트. 2013년 11월 26일 촬영.
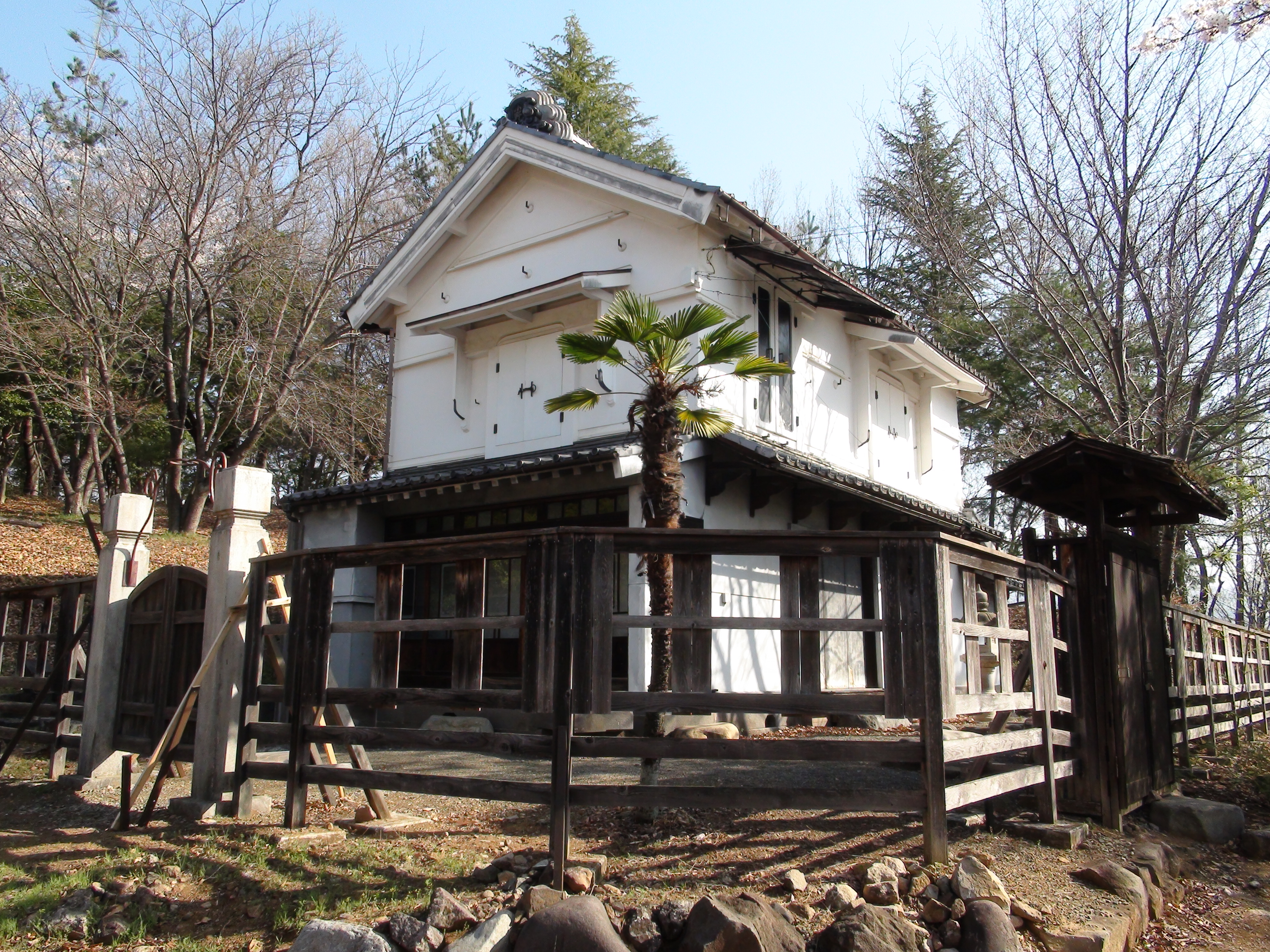
지역 교회 로케이션이 실시된 니라사키시 민속 자료관의 구 오노가(家) 쿠라야시키[4]. 2014년 4월 9일 촬영.
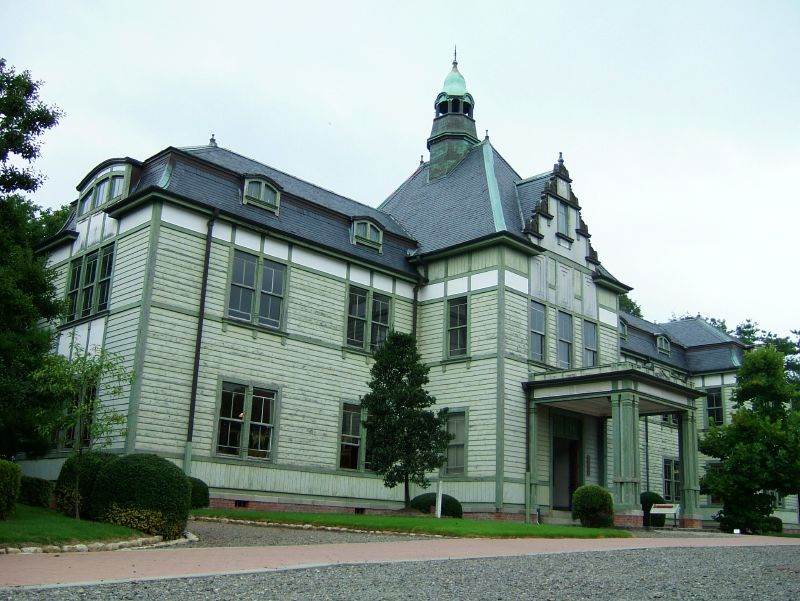
박물관 메이지무라의 건물 (슈와 여학교 외관 로케이션 장소) ※사진은 키타사토 연구소 본관·의학관.
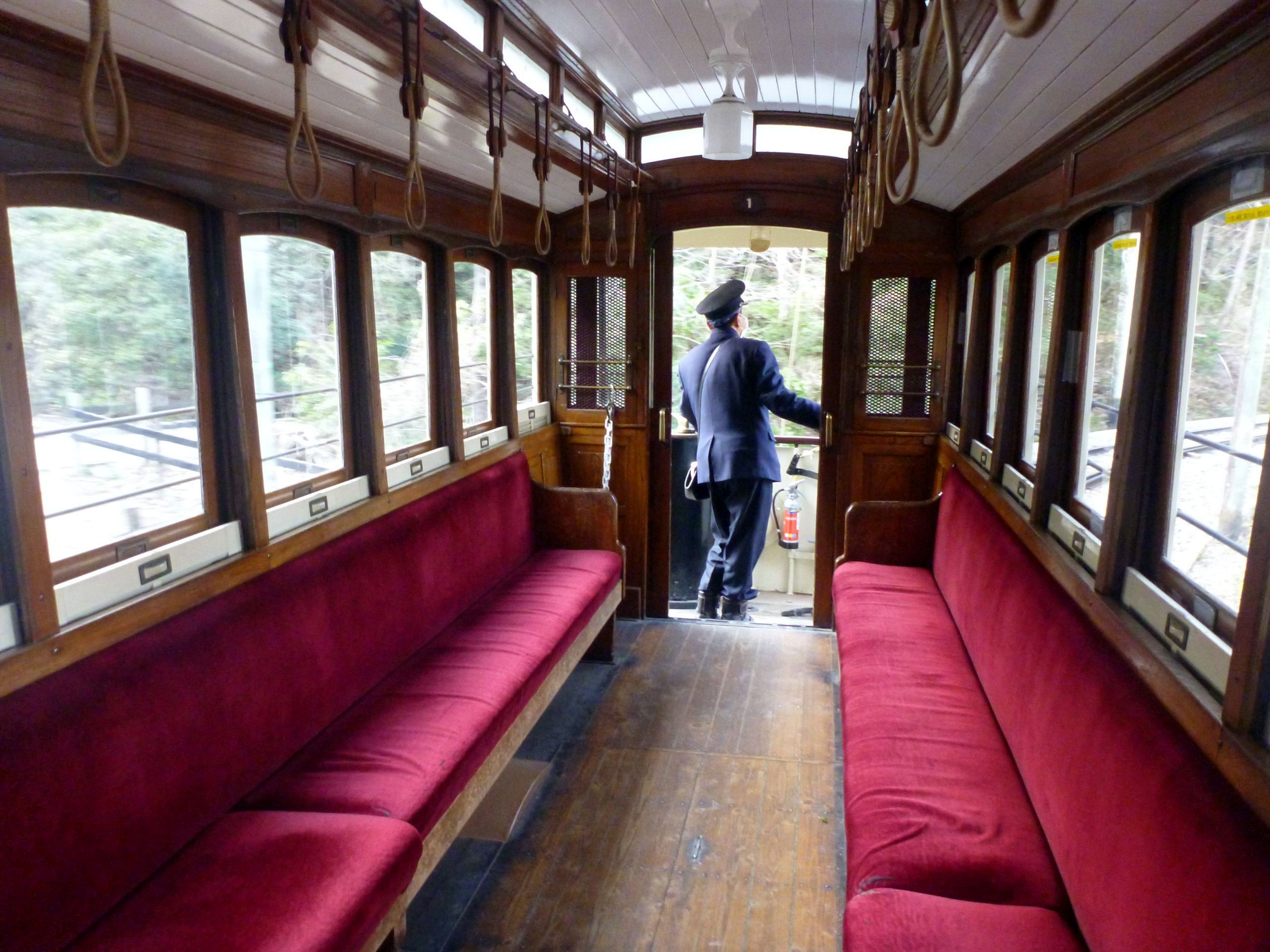
동태 보존된 교토 시영 전철 내부 모습 (박물관 메이지무라, 노면 전차 로케이션 장소)

## 등장인물

### 주인공
무라오카 하나코/안도 하나 - 요시타카 유리코 (어린 시절:야마다 모치카)
본작의 주인공.

### 야마나시·코후 사람들

#### 안도가(家) 사람들
안도 킷페이 - 이하라 츠요시
하나의 아버지.
안도 후지 - 무로이 시게루
하나의 어머니.
안도 슈조 - 이시바시 렌지
하나의 할아버지로, 후지의 아버지.
안도 키치타로 - 카쿠 켄토 (어린 시절:야마사키 류타로)
하나의 오빠.
안도 카요 - 쿠로키 하루 (어린 시절:키무라 미유)
하나의 여동생.
안도 모모→모리타 모모→마스다 모모 - 츠치야 타오 (소녀 시절:와타나베 레이라, 어린 시절:스다 리오)
하나의 여동생.

#### 키바가(家) 사람들
키바 아사이치 - 쿠보타 마사타카 (어린 시절:사토무라 히로무)
하나의 소꿉친구로, 동급생.
키바 린 - 마츠모토 아키코
아사이치의 어머니.

#### 토쿠마루가(家) 사람들
토쿠마루 진노스케 - 커닝 타케야마
타케시의 아버지.
토쿠마루 타케시 - 야모토 유마 (어린 시절:타카자와 후보미치)
하나의 소꿉친구로, 동급생.

#### 아보진죠 초등학교 사람들
하나와 아사이치의 모교. 후에 하나와 아사이치가 교사로서 취임하게 된다.
혼다 쇼헤이 - 마키타 스포츠
하나의 초등학교 시절 담임.
미도리카와 이쿠조 - 아이지마 카즈유키
하나와 아사이치의 동료.
아이다 토라지 - 나가에 히데카즈

코야마 타에 - 이토 마유미

#### 그 외의 야마나시·코후 사람들
모리 보쿠시 - 야마자키 하지메
지역 교회의 목사.
연대장 - 타나카 신이치
메이지 42년부터 코후에 상주하는 것이 결정된 육군 연대의 지휘관.
모치즈키 케이타로 - 카와오카 다이지로
청년 실업가.

### 도쿄 사람들

#### 슈와 여학교 사람들
도쿄·아자부에 있는 여자 전문 미션 스쿨.

##### 교직원
블랙번 교장 - 토디 클러크
교장.
모기 노리코 - 아사다 미요코
재봉 교사.
토야마 타키→카지와라 타키 - 토모사카 리에
영어 교사.
스콧 선생님 - 한나 그레이스
외국인 교사.
시라토리 카오루코→테시가와라 카오루코 - 콘도 하루나 (하리센본)
하나가 여학교의 기숙사에 들어갔을 때의 같은 방 선배.
아야노코지 선생님 - 나스 사요코
국어 교사.
필립스 선생님 - 사라 맥도널드
외국인 교사.
그 외의 외국인 교사 - 타니아 자키드니악

##### 여학생 시절의 친구
하야마 렌코→카노 렌코→미야모토 렌코 - 나카마 유키에
하나의 본과생 시절에 온 편입생.
다이고 아야코→안도 아야코 - 타카나시 린 (어린 시절:시게나이 마유)
하나의 친구로, 무역 회사 사장의 딸.
부모의 해외 부임에 의해, 하나와 같은 시기에 슈와 여학교에 편입. 같은 학년에 기숙사도 같은 방이었던 것으로부터, 하나의 첫 친구가 된다.
이치죠 타카코 - 사토 미유키
하나가 기숙사에 들어갔을 때의 같은 방 선배.
하타케야마 츠루코 - 오오니시 아야카
하나의 본과 시절 동급생으로, 기숙사에서 같은 방인 친구.
마츠다이라 사치코 - 요시타츠 유미
하타케야마와 마찬가지로 하나와 같은 방인 친구.
오오쿠라 스미코 - 나카벳푸 아오이
하나의 학년 중 가장 키가 큰 학생이지만, 내향적이고 소극적인 성격.
우메다 요시코 - 나카무라 유리
하나의 동급생. 교실에서는, 하나의 앞 자리.
타케자와 마사요 - 토미테 아미
하나의 동급생.

#### 고아원 관계자
키타자와 츠카사 - 카토 케이스케
하나의 첫사랑 상대. 카나자와의 유서 있는 집안의 아들로, 제대생.
이와타 유사쿠 - 이노우에 히사시
키타자와의 친구로, 재벌의 자제.
미니 메이 - 엘라 피스팅
캐나다인.
목사 - 카와나카 켄지로
하나나 키타자와 등이 봉사 활동하는 고아원의 목사.

#### 출판 관계자
카지와라 소이치로 - 후지모토 타카히로
하나가 잠시 아르바이트를 한 코가쿠칸의 편집장. 후에 소분도를 창업해 사장이 된다.
코가쿠칸의 편집부원 - 이노마타 산시로, 나카츠가와 토모히로, 미야히라 야스하루

스도 다이사쿠 - 니시자와 진타
소분도의 편집부원.
미타 유스케 - 혼다 다이스케
소분도의 편집부원.
우다가와 미츠요 - 야마다 마호
하나와 동시에 아동 문학 잡지 주최 〈아동의 벗(友)상〉에 입선한 여성.
하세베 나기사 - 후지 마리코
작가.
코이즈미 - 시라이시 슌야
코바토 책방의 편집자.
카도쿠라 코노스케 - 모기 켄이치로
코바토 책방의 사장. 후에 〈빨간 머리 앤〉의 출판을 결정한다.

#### 무라오카가(家) 사람들
무라오카 에이지 - 스즈키 료헤이
하나의 남편.
무라오카 헤이스케 - 나카하라 타케오
에이지의 아버지로, 무라오카 인쇄의 사장.
무라오카 이쿠야 - 마치다 케이타
에이지의 남동생. 영국에서 최신 인쇄 기술을 배우고 귀국했다.
무라오카 카스미 - 나카무라 유리
에이지의 첫 아내.
무라오카 아유무 - 요코야마 아유무 (2세:엔도 하야테)
하나코와 에이지의 아들.
무라오카 미사토 - 카나이 미키 (13세:미키 리사코, 5세:이와사키 미쿠)
하나코와 에이지의 딸.

#### 하야마가(家) 사람들
하야마 아키타카 - 이이다 키스케
하야마가(家)의 당주.
하야마 소노코 - 무라오카 노조미
아키타카의 아내.
쿠보야마 - 오오바야시 타케시
친척 남성.
쿠사카베 - 츠마미 에다마메
운전수.

#### 사회주의 운동 관계자
아사노 츄야 - 세가와 료
노동 신문의 사주.
야마다 쿠니마츠 - 무라마츠 토시후미
니이가타 출신.
미야모토 류이치 - 나카지마 아유무
카페 〈도밍고〉의 단골손님. 요츠야 구, 요츠야 미나미 정 거주. 제대생.
타나카·아라이 - 타마오키 레오·쿠지라이 코스케
카페 〈도밍고〉의 단골손님.

#### 미야모토가(家) 사람들
미야모토 준페이 - 오오와다 켄스케 (소년 시절:타나카 케이치)
미야모토 류이치와 렌코의 아들.
미야모토 후지코 - 요시네 쿄코 (소녀 시절:와타나베 아미)
미야모토 류이치와 렌코의 딸로, 준페이의 여동생.
미야모토 나미코 - 츠노가에 카즈에
류이치의 어머니.

#### JOAK(도쿄 방송국) 사람들
우루시바라 테루마 - 이와마츠 료
제작부장.
아리마 지로 - 호리베 케이스케
간판 아나운서.

#### 그 외의 도쿄 사람들
오뎅 포장마차 점주 - 츠치히라 돈페이

여성 간호사 - 야기 나나카

오가타 - 와타나베 코헤이

야마가와 변호사 - 카리야 슌스케

유키노 - 단 미츠

마스다 아키라 - 카나이 유타

### 후쿠오카 사람들

#### 카노가(家) 사람들
카노 덴스케 - 요시다 코타로
렌코의 두번째 남편.
카노 후유코 - 키도 아이리 (소녀 시절:야마오카 아이키)
덴스케의 딸. 덴스케가 렌코와 재혼하기 전에, 애인과의 사이에서 태어났다.
야마모토 타미 - 츠츠이 마리코
여중.
토메 - 히사 렌
여중.
스즈 - 스미노쿠라 히로미
여중.

#### 그 외의 후쿠오카 사람들
쿠로사와 카즈후미 - 키무라 쇼고
신문사 기자.
탄갱 노동자 - 사카키바라 타케시, 야마사키 준
갱부들.
시모야마 - 키노시타 호카
기자.
나이토 - 나카노 츠요시
치쿠젠 은행의 도쿄 지점장.

### 그 외의 사람들
삿 짱 - 키노시타 아카리
카요의 제사 공장 근무 시절의 동료.
하마구치 사다 - 키리시마 레이카
남편의 폭력으로 고생하는 유부녀.
만담가 - 버펄로 고로 A

### 스핀오프 드라마에 등장하는 사람들
드라마 본편에 등장하지 않는 인물만.
호리베 치즈에 - 이시바시 안나
아사이치의 결혼 상대.
우다가와의 헤어진 남편 - 타케이 소우

## 수상
- 도쿄 드라마 어워드 2014[5]
  - 조연 남우상 (요시다 코타로)
- 제82회 더 텔레비전 드라마 아카데미상[6]
  - 주연 여우상 (요시타카 유리코)
  - 조연 남우상 (요시다 코타로)
  - 조연 여우상 (나카마 유키에)
  - 외, 작품상 종합 2위, 드라마 송상 종합 2위 (아야카 〈무지갯빛〉)
- Yahoo! 검색대상 2014·드라마 부문
- 도쿄 드라마 어워드 2015
  - 조연 남우상 (스즈키 료헤이)
  - 각본상 (나카조노 미호)

## 스태프
- 원작 - 무라오카 에리 《앤의 요람 무라오카 하나코의 생애》
- 각본 - 나카조노 미호
- 음악 - 카지우라 유키
- 주제가 - 아야카 〈무지갯빛〉
- 시대 고증 - 아마노 타카코
- 야마나시 말 지도 - 오쿠야마 마사코
- 촬영 협력 - 야마나시현 코후 시, 니라사키시, 캐나다 프린스에드워드 섬
- 취재 협력 - 토요 에이와 여학원
- 제작 통괄 - 카가타 토오루
- 프로듀스 - 스자키 타카시
- 연출 - 야나가와 츠요시, 마츠우라 젠노스케, 아다치 모지리, 하시즈메 신이치로, 나카노 료헤이, 무라야마 슌페이, 마스다 시즈오
- 내레이션 - 미와 아키히로

## 방송 일자
| 주                                                         | 회      | 방송일                    | 부제                         | 연출              |
| ---------------------------------------------------------- | ------- | ------------------------- | ---------------------------- | ----------------- |
| 1                                                          | 01-06   | 2014년 3월 31일 ~ 4월 6일 | 花子と呼んでくりょう！       | 야나가와 츠요시   |
| 2                                                          | 07-012  | 4월 7일 ~ 4월 12일        | エーゴってなんずら？         | 마츠우라 젠노스케 |
| 3                                                          | 013-018 | 4월 14일 ~ 4월 19일       | 初恋パルピテーション！       | 야나가와 츠요시   |
| 4                                                          | 019-024 | 4월 21일 ~ 4월 26일       | 嵐を呼ぶ編入生               | 야나가와 츠요시   |
| 5                                                          | 025-030 | 4월 28일 ~ 5월 3일        | 波乱の大文学会               | 마츠우라 젠노스케 |
| 6                                                          | 031-036 | 5월 5일 ~ 5월 10일        | 腹心の友                     | 마츠우라 젠노스케 |
| 7                                                          | 037-042 | 5월 12일 ~ 5월 17일       | さらば修和女学校             | 야나가와 츠요시   |
| 8                                                          | 043-048 | 5월 19일 ~ 5월 24일       | 想像のツバサ？               | 아다치 모지리     |
| 9                                                          | 049-054 | 5월 26일 ~ 5월 31일       | はな、お見合いする           | 아다치 모지리     |
| 10                                                         | 055-060 | 6월 2일 ~ 6월 7일         | 乙女よ、大志を抱け！         | 하시즈메 신이치로 |
| 11                                                         | 061-066 | 6월 9일 ~ 6월 14일        | グッバイ！はな先生           | 마츠우라 젠노스케 |
| 12                                                         | 067-072 | 6월 16일 ~ 6월 21일       | 銀座のカフェーで会いましょう | 야나가와 츠요시   |
| 13                                                         | 073-078 | 6월 23일 ~ 6월 28일       | その恋、忘れられますか？     | 아다치 모지리     |
| 14                                                         | 079-084 | 6월 30일 ~ 7월 5일        | ゆれる思い                   | 하시즈메 신이치로 |
| 15                                                         | 085-090 | 7월 7일 ~ 7월 12일        | 最高のクリスマス             | 마츠우라 젠노스케 |
| 16                                                         | 091-096 | 7월 14일 ~ 7월 19일       | あなたがいる限り             | 야나가와 츠요시   |
| 17                                                         | 097-102 | 7월 21일 ~ 7월 26일       | 腹心の友ふたたび             | 아다치 모지리     |
| 18                                                         | 103-108 | 7월 28일 ~ 8월 2일        | 涙はいつか笑顔になる         | 나카노 료헤이     |
| 19                                                         | 109-114 | 8월 4일 ~ 8월 9일         | 春の贈りもの                 | 무라야마 슌페이   |
| 20                                                         | 115-120 | 8월 11일 ~ 8월 16일       | 海にかかる虹                 | 마츠우라 젠노스케 |
| 21                                                         | 121-126 | 8월 18일 ~ 8월 23일       | ラジオのおばさん誕生         | 야나가와 츠요시   |
| 22                                                         | 127-132 | 8월 25일 ~ 8월 30일       | 新しい家族                   | 아다치 모지리     |
| 23                                                         | 133-138 | 9월 1일 ~ 9월 6일         | アンとの出会い               | 마스다 시즈오     |
| 24                                                         | 139-144 | 9월 8일 ~ 9월 13일        | 生きている証                 | 마츠우라 젠노스케 |
| 25                                                         | 145-150 | 9월 15일 ~ 9월 20일       | どんな朝でも美しい           | 아다치 모지리     |
| 26                                                         | 151-156 | 9월 22일 ~ 9월 27일       | 曲り角の先に                 | 야나가와 츠요시   |
| 평균 시청률 22.6%(시청률은 칸토 지구·비디오 리서치사 조사) |         |                           |                              |                   |

## 드라마 관련 기획

### 텔레비전
- NHK BS 프리미엄 〈빨강머리 앤〉의 애니메이션(1979년 1월부터 12월까지, 후지 TV 계열에서 첫 방영)을 2014년 4월 7일부터 월요일 18:30 ~ 19:00에 방송.

### 라디오
- NHK 라디오 제2방송 〈낭독〉 테두리 내에서 2014년 1월 6일 ~ 3월 28일까지(평일 9:45 ~ 10:00. 재방송 1월 13일 ~ 3월 30일의 매주 토요일 22:25 ~ 23:40에 5본분을 정리해서) 〈빨강머리 앤〉을 이치하라 에츠코의 낭독으로 소개.
- NHK 라디오 제1방송/NHK-FM방송 《코후 발 심야편·더 즐기는 “하나코와 앤”》 2014년 5월 30일 23:20 ~ 31일 5:00 (FM은 31일 1:00부터)

### 이벤트
- 〈하나코와 앤〉~더 즐기는 “아침 드라마”의 세계~ - 2014년 3월 15일부터 6월 29일까지 개최. 야마나시 현립 도서관 주최[8].
- 연속 TV 소설 하나코와 앤 특별전 - NHK 스튜디오 파크의 스튜디오 갤러리에서, 2014년 4월 29일부터 6월 8일까지 개최[9].
- 명역 〈빨간 머리 앤〉 탄생과 백련 - 구 이토 덴에몬 저 기획전. 저택 내의 〈백련 뮤지엄〉과 〈서생동〉에서, 무라오카 하나코와 백련을 연결시키는 것들이나, 《빨간 머리 앤》에 관련된 자료 전시[10][11].

## 관련 상품

### 음악 상품
사운드트랙
연속 TV 소설 하나코와 앤 오리지널 사운드트랙
SME Records로부터 2014년 6월 18일 발매.
연속 TV 소설 하나코와 앤 오리지널 사운드트랙 2
SME Records로부터 2014년 9월 17일 발매.

주제가
아야카 〈무지갯빛〉
2014년 4월 28일부터 레코쵸쿠, 30일부터 iTunes Store로 선행 전달된 외, 이하의 형태로 6월 18일 발매. DVD 부착 상품에는 뮤직 비디오를 수록.
- CD+DVD (AKCO-90024/B)
- CD (AKCO-90025)
- FC 한정반 CD+DVD (AKC1-90026/B) - 아야카 팬클럽 한정 버전.

### 서적
드라마 가이드
- NHK 드라마 가이드 연속 TV 소설 하나코와 앤 Part1 (작: 나카조노 미호, 제작 협력: NHK 드라마 제작반, 편: NHK 출판)
  - 2014년 3월 25일 발매, NHK 출판, ISBN 978-4-14-923567-7

- NHK 드라마 가이드 연속 TV 소설 하나코와 앤 Part2 (작: 나카조노 미호, 제작 협력: NHK 드라마 제작반, 편: NHK 출판)
  - 2014년 7월 30일 발매, NHK 출판, ISBN 978-4-14-923568-4

시나리오집
- 월간 드라마 2014년 5월호 (에진샤) - 제1주 시나리오를 수록.

그 외
- NHK 위클리 스텔라 임시 증간·10월 31일호 연속 TV 소설 하나코아 앤 메모리얼 북 (NHK 서비스 센터, 2014년)
- 무라오카 에리 편 《하나코와 앤으로의 길》 (신초샤, 2014년) ISBN 978-4-10-335511-3